# میله کنترل

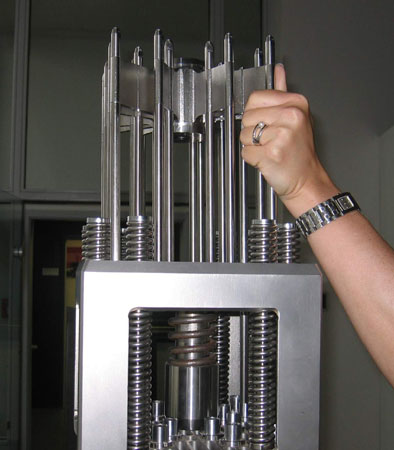
مجموعه‌ای از میله‌های کنترل مورد استفاده در رآکتور آب سبک

میله کنترل(به انگلیسی: Control rod) به میله‌هایی مخصوص در رآکتورهای هسته‌ای گفته می‌شود که جهت کنترل آهنگ تولید نوترون در فرایند شکافت هسته‌ای از آن‌ها استفاده می‌شود. این میله‌ها از عناصر شیمیایی همچون بور، ایندیم، کادمیم و نقره ساخته می‌شوند که ظرفیت بالایی در گیراندازی نوترون‌های آزاد داشته در حالی که خود دچار شکافت هسته‌ای نمی‌شوند.